# Antoine Boucher de Saint-Sauveur
Pour les articles homonymes, voir Saint-Sauveur.
Antoine Boucher de Saint-Sauveur, né Antoine-Sauveur Boucher,  dit « Antoine-Sauveur », né le 26 juin 1723 à Paris et mort le 22 septembre 1806 à Bruxelles, est un homme politique français.

## Biographie
Fils d'Antoine Boucher, marchand de soierie et bourgeois Paris, et d'Elizabeth Perrot, mariés en 1722, Antoine Boucher de Saint-Sauveur a plusieurs frères, dont Pierre Charles Boucher de Saint-Sauveur (Paris, 1725), baptisé à Saint-Germain-l'Auxerrois, greffier garde-sacs des Conseils des Finances et des Parties de 1766 à 1790, et Jean-Charles Boucher, caissier des fourrages à l'armée des Pyrénées orientales, condamné à mort le 6 floréal an II par le tribunal révolutionnaire de Bayonne.
Il est formé à l'Académie royale de Juilly de 1731 à 1735. En 1736, il quitte la France pour l’Espagne et intègre l’armée deux ans plus tard. Il aurait alors servi comme capitaine de cavalerie, un grade généralement réservé aux officiers nobles bien qu'il ne soit pas impossible à un roturier d'y accéder. 
De retour en France, il est pourvu, le 12 avril 1756, de la charge de maître particulier des eaux et forêts à Tours. Il possède le manoir de la Goguerie en 1750, un bien mis en vente en 1766 date à laquelle il s'installe à Paris pour « cultiver les sciences ».
Avocat au barreau de Paris au début de la Révolution, Boucher Saint-Sauveur s'engage activement dans la vie politique. En décembre 1789, il est élu président du Comité de bienfaisance du district des Cordeliers où il joue un rôle actif dans l’administration des secours aux indigents de Paris. Proche de Jean-Paul Marat, qu'il côtoie au sein de la section du Théâtre-Français, il lui offre protection lors de sa persécution et facilite l'impression clandestine de ses écrits. Leur relation se détériore après 1792, avant qu'ils ne se réconcilient.
En 1790, il est élu président de la Club des Cordeliers dont il est un membre influent, respecté et dont il compose le socle permanent. Il rédige ainsi le 12 juillet 1791, une Abolition de la royauté, publiée dans le Creuset qui justifie les campagnes pétitionnaires qui précèdent la fusillade du Champ-de-Mars. Il se lie avec Rutledge, un républicain convaincu qui devait défendre Marat en 1793 contre les accusations de Fabre d’Églantine. À la suite des débats sur la création d'une Banque territoriale par Ferrières, il suit un temps, accompagné de son épouse, Rutledge dans un club dissident, dit de la Vieille monnaie avant de réintégrer les Cordeliers dans le cours de l'année 1792. Il est nommé « Commissaire pour l'acquisition des biens ecclésiastiques » du district des Cordeliers la et officier municipal de l'Hôtel de ville en février.
Il est présent lors de l’insurrection du 10 août 1792 et de la prise des Tuileries et tente de calmer la foule en révolte. Le mois suivant, en septembre 1792, alors électeur de la section du Théâtre-Français, il est élu député de Paris à la Convention nationale, arrivant en vingt-et-unième position sur vingt-quatre.
Il siège sur les bancs de la Montagne. Lors du procès de Louis XVI, il vote la mort et rejette l'appel au peuple et le sursis à l'exécution. En avril 1793, il rejette la mise en accusation de Jean-Paul Marat, déclarant : « je regarde les provocateurs du décret contre Marat, comme les amis du traître Dumouriez ». En mai, il vote contre le rétablissement de la Commission des Douze.
Élu en février 1793 au Comité de sûreté générale, il se sépare bientôt des plus avancés, et se démet des fonctions qui lui avaient été confiées « ne pouvant tenir aux iniquités qui s’y commettaient ». Le 14 septembre 1793, il est brièvement membre du Comité de salut public, mais il démissionne rapidement, affichant publiquement les raisons de son retrait sur les murs de Paris : « Parce que les patriotes sont opprimés. » Fidèle à ses principes, il intervient également pour faire libérer plusieurs nobles et prêtres réfractaires.
Il traverse sans encombre la chute de Maximilien de Robespierre et participe activement à la réaction thermidorienne. Opposé à la Terreur, il condamne Robespierre et la « conjuration tramée » par la « société des Jacobins ». Vivement critiqué par Bourdon de l’Oise, qui le traite de « coquin », il lui répond par un pamphlet intitulé Boucher-Sauveur injurié par Bourdon de l’Oise à ses concitoyens, une charge virulente contre Robespierre et ses partisans. Il déclare à ce sujet : « La Terreur couvrait tout le territoire de la République ; elle régnait dans le sein même de la Convention. La présence de Robespierre dans l'assemblée produisait le même effet que la tête de Méduse.». 
Par la suite, il rejoint à la Convention le Comité d'instruction publique, avant d'être est nommé secrétaire de la Convention nationale le 1er septembre 1794. En 1796, il joue un rôle dans la réorganisation de la police parisienne et participe à la rédaction de divers rapports sur la sécurité publique. Le 23 vendémiaire an IV, il entre, comme ancien conventionnel, au Conseil des Anciens comme représentant de l'Indre-et-Loire, n’intervenant qu’à une seule reprise pour faire annuler l’élection d’un fonctionnaire municipal d’Alan dans la Meurthe. 
Il quitte le Conseil l’année d’après, et est nommé inspecteur de la loterie nationale par le Directoire à Chartres en 1802 puis à Bruxelles où il se retire chez son fils et où il meurt en 1806. Son fils lui succède comme inspecteur de la loterie impériale à Lille pour la division de Bruxelles.

## Sources
- (sv) Cet article est partiellement ou en totalité issu de l’article de Wikipédia en suédois intitulé « Antoine Boucher de Saint-Sauveur » (voir la liste des auteurs).
- Adolphe Robert, Edgar Bourloton et Gaston Cougny, Dictionnaire des parlementaires français: comprenant tous les membres des assemblées françaises et tous les ministres français depuis le Ier mai 1789 jusqu'au Ier mai 1889, avec leurs noms, état civil, états de services, actes politiques, votes parlementaires, etc,, t. 1, Paris, Bourloton, 1891, 622 p. (lire en ligne), p. 410.